# Puerto de Tel Aviv

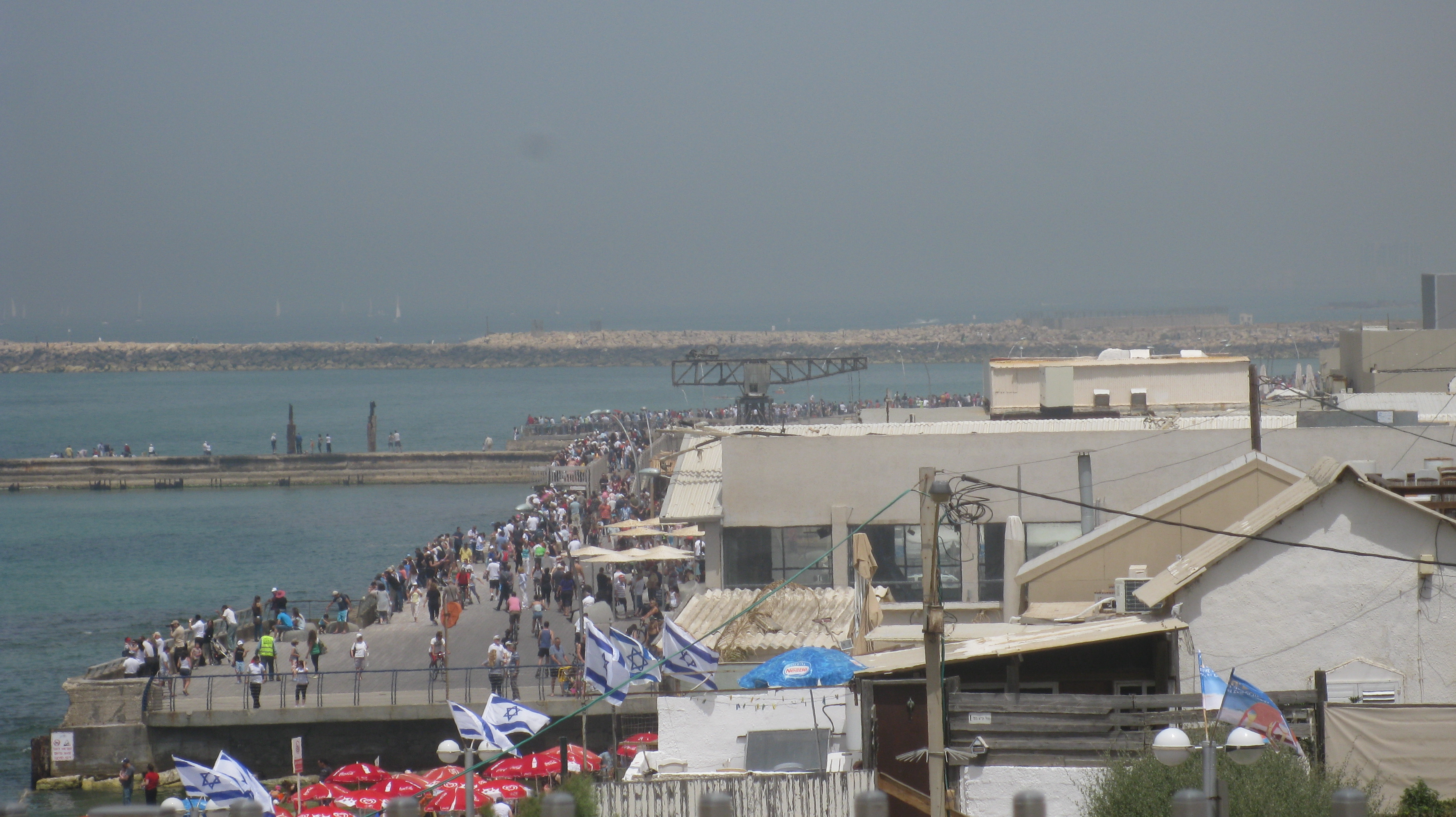
El puerto de Tel Aviv en la actualidad.

El Puerto de Tel Aviv es un distrito comercial y de entretenimiento en el noroeste de Tel Aviv (Israel), en la costa del mar Mediterráneo. El puerto se abrió el 23 de febrero de 1938 y se cerró el 25 de octubre de 1965, cuando las operaciones marítimas se trasladaron al puerto de Asdod. En los últimos años se ha sometido a un extenso programa de restauración y se ha convertido en una atracción popular en Tel Aviv. En 2011 se anunció que la zona se iba a desarrollar para convertirse en un distrito de atracción turística con facilidades culturales y de entretenimiento similar a Times Square en Nueva York.